# ダイティヤ
ダイティヤ（Daitya）は、インド神話に登場するアスラの一族。「ディティの息子たち」という意味で、主にカシュヤパ仙とその妻の1人ディティとの間に生まれた子供たち、あるいはその家系に属する一族を指す。
神話上での神々（デーヴァ）の敵対者が、しばしばこの一族に属している。ディティの子ヒラニヤークシャ、ヒラニヤカシプや、その子孫にあたるマハーバリはヴィシュヌ神の化身（アヴァターラ）に倒された。他にもティローッタマーが原因で死闘を繰り広げたスンダ、ウパスンダ兄弟王もダイティヤ族の末裔とされる。
ただし、デーヴァであるシヴァ・スカンダ親子と共闘するバーナースラや、ヴィシュヌを篤く信仰するプラフラーダなどもダイティヤ族とされ、すべてのダイティヤ族がデーヴァと敵対しているわけではない。
また、マハーバリの妻で、バーナースラの母であるコータヴィーはダイティヤ族の守護女神とされる。